# Terror Rising
Terror Rising è un EP dei Lizzy Borden, uscito nel 1984 per l'Etichetta discografica Metal Blade Records.
Betsy Weiss dei Bitch appare nell'Ep duettando con Lizzy nella cover dei The Tubes "Don't Touch Me There".

## Tracce
1. Give 'Em the Axe Remixed – 2:55
2. White Rabbit (Jefferson Airplane Cover) – 3:36
3. Rod of Iron live – 5:20
4. American Metal – 5:51
5. Don't Touch Me There (The Tubes Cover) – 3:31
6. Catch Your Death – 4:13
7. Terror Rising – 2:26

## Formazione
- Lizzy Borden - voce
- Tony Matuzak - chitarra
- Gene Allen - chitarra
- Alex Nelson - chitarra
- Mike Davis - basso
- Joey Scott Harges - batteria

### Altri musicisti
- Betsy Weiss - voce nella traccia 5